# Senador Cortes
Senador Cortes este un oraș în Minas Gerais (MG), Brazilia.